# 威托德报告

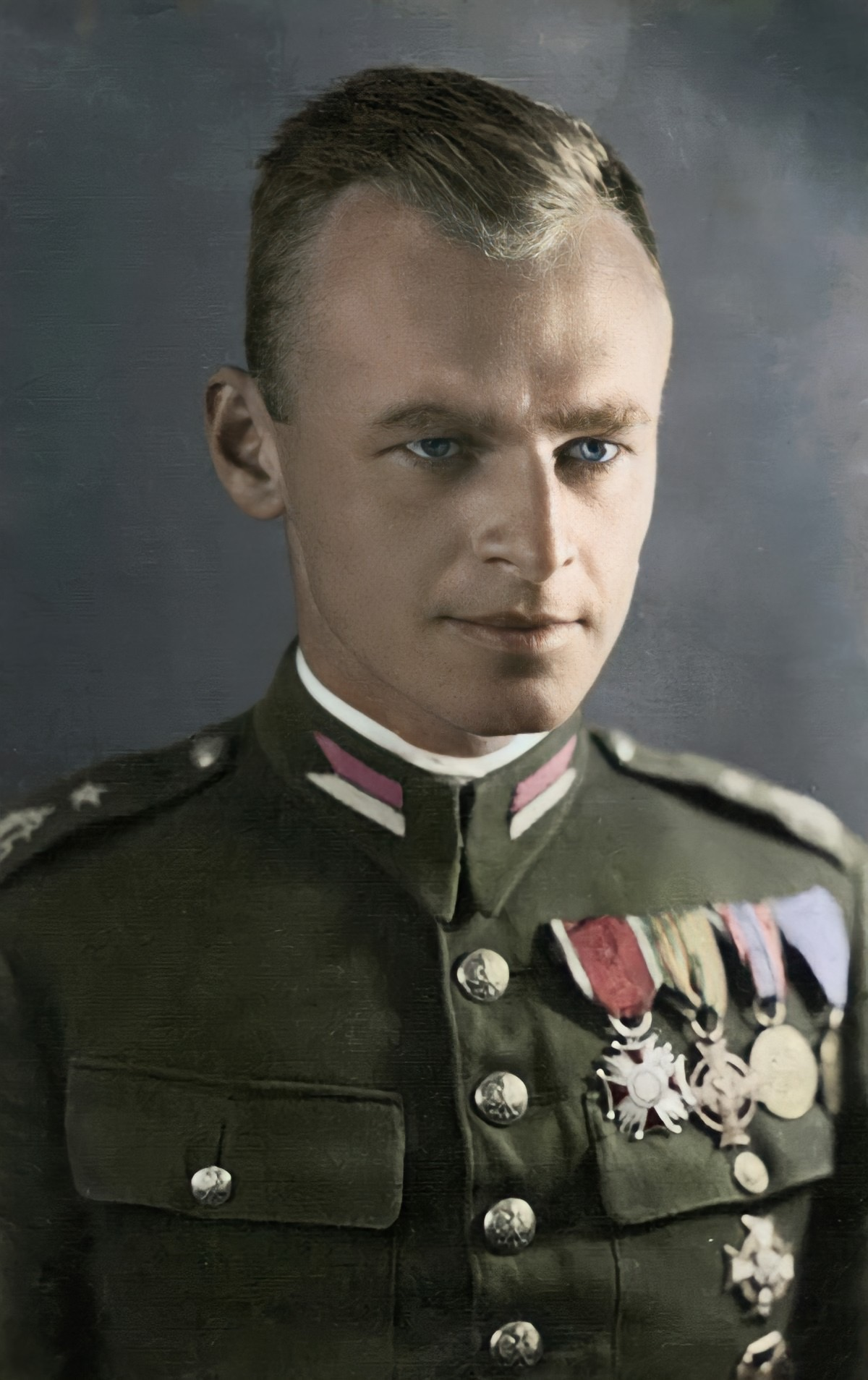
威托德·皮雷茨基

威托德报告，又称皮雷茨基报告，是由波兰士兵、波兰抵抗运动特工威托德·皮雷茨基于1943年撰写的正式报告，是同盟国获得的第一份关于犹太人大屠杀死亡集中营的综合记录。皮雷茨基曾自愿进入奥斯威辛集中营，并成功逃脱。报告分为数个版本，最终版本有100多页长。 
该报告包括有关毒气室，挑选犯人处决的过程（“selektion”）和绝育实验的详细信息。报告称，比克瑙有三个焚尸炉，每天可以火化8000人。劳尔·希尔伯格写道，收到皮雷茨基报告的伦敦战略情报局将报告归档时附加了备注，称没有迹象表明报告的可靠性。

## 背景
1939年11月9日，在波兰军队被入侵的德国和苏联军队击败后，骑兵威托德·皮雷茨基和他的指挥官扬·沃达尔基耶维茨少校创立了波兰秘密军（Tajna Armia Polska，TAP）。1940年，皮雷茨基向他的上级提出了进入德国奥斯威辛集中营的计划，从内部收集营地情报，并组织囚犯抵抗。当时外界对于该集中营的运作知之甚少；奥斯维辛当时是一个拘禁所或大型监狱营。皮雷茨基的上级批准了这项计划，并为他提供了一张“Tomasz Serafiński”的假身份证。1940年9月19日，皮雷茨基故意在华沙街头围捕（łapanka）期间出行，随即和其它大约2000名无辜平民一同被德国人抓获。被捕的囚犯在轻骑卫兵军营中拘留两天，期间遭受了橡皮棍的殴打。皮雷茨基随后被送往奥斯威辛，并被指派为4859号犯人。

### 在奥斯威辛集中营
皮雷茨基在集中营组织了地下运动——军事组织联盟（Związek Organizacji Wojskowej，ZOW），与其他较小的地下组织有联系。皮雷茨基策划了在奥斯威辛集中营的一场大规模起义，并希望盟军向集中营空投武器或部队（最有可能是驻扎在英国的波兰第一独立降落伞旅），并期待波蘭家鄉軍能够组织从外部对营地的攻击。1943年，盖世太保加倍努力揪出ZOW成员，杀害了许多成员。皮雷茨基决定逃出营地，希望亲自说服波蘭家鄉軍领导人接受他的集中营起义的想法。1943年4月26日至27日晚，皮雷茨基大胆地逃离了营地，但是救国军没有接受他的计划。

## 报告
营地内的ZOW情报网络从1940年10月起开始向救国军定期报告。从1940年11月开始，关于营地发生的种族灭绝最早信息通过ZOW发送到华沙的救国军总部。从1941年3月起，威托德·皮雷茨基的报告被呈递给波兰流亡政府，并进一步递交给英国和其他盟国的政府。这些报告向盟军通报了犹太人大屠杀的信息，并且是西方盟军关于奥斯威辛-比克瑙的主要情报来源。 
1942年6月20日，四名波兰人从奥斯维辛集中营成功逃脱：尤金纽什·本德拉（Eugeniusz Bendera）、卡齐米日·皮霍夫斯基（Kazimierz Piechowski）、斯坦尼斯瓦夫·古斯塔夫·雅斯特（Stanisław Gustaw Jaster）和尤泽夫·兰巴特（Józef Lempart）身着党卫队骷髅师的制服并偷取了全副武装，随后偷来一辆属于一级突击队中队长Paul Kreuzmann的斯太尔220轿车，乘车驶出大门。作为ZOW成员的雅斯特带着一份关于营地条件的详细报告，由皮雷茨基撰写。德国人此后再未能捉回四人中的任意一个。
皮雷茨基1943年4月27日逃出奥斯威辛，随后撰写了一份报告，随后于秋季完成了扩充的“W报告”（Raport W）。1945年，皮雷茨基从穆尔瑙的德国战俘营获释，此后编写了一份长达100多页的报告。皮雷茨基在W报告和1945年报告中将大量人名以代号代替，但随着皮雷茨基被判罪处决，具体的人物索引一度亡佚，直到1991年春才在华沙的档案馆中重新发现。
威托德1945年报告的首个公开英译本于2012年出版。

## 拓展阅读
1. Adam Cyra, Ochotnik do Auschwitz. Witold Pilecki 1901–1948, ISBN 83-912000-3-5, Chrześcijańskie Stowarzyszenie Rodzin Oświęcimskich, Oświęcim 2000
2. Cyra, Adam Spadochroniarz Urban [Paratrooper Urban], Oświęcim 2005.
3. Cyra, Adam and Wiesław Jan Wysocki, Rotmistrz Witold Pilecki, Oficyna Wydawnicza VOLUMEN, 1997. ISBN 83-86857-27-7
4. Jacek Pawłowicz, Rotmistrz Witold Pilecki 1901–1948, 2008, ISBN 978-83-60464-97-7.
5. Foot, Michael Richard Daniell (2003), Six Faces of Courage. Secret agents against Nazi tyranny. Witold Pilecki, Leo Cooper, ISBN 0-413-39430-1
6. Lewis, Jon E. (1999), The Mammoth Book of True War Stories, Carroll & Graf Publishers, ISBN 0-7867-0629-5
7. Piekarski, Konstanty R. (1990), Escaping Hell: The Story of a Polish Underground Officer in Auschwitz and Buchenwald, Dundurn Press Ltd., ISBN 1-55002-071-4
8. Tchorek, Kamil (March 12, 2009), Double life of Witold Pilecki, the Auschwitz volunteer who uncovered Holocaust secrets, London: The Times, http://www.timesonline.co.uk/tol/news/world/europe/article5891132.ece （页面存档备份，存于）, retrieved March 16, 2009
9. Wyman, David S.; Garlinski, Jozef (December 1976), "Review: Jozef Garlinski. Fighting Auschwitz: The Resistance Movement in the Concentration Camp", American Historical Review (American Historical Association) 81 (5): 1168–1169, doi:10.2307/1853043, ISSN 0002-8762
10. Ciesielski E., Wspomnienia Oświęcimskie [Auschwitz Memoirs], Kraków, 1968
11. Garlinski, Jozef, Fighting Auschwitz: the Resistance Movement in the Concentration Camp, Fawcett, 1975, ISBN 0-449-22599-2, reprinted by Time Life Education, 1993. ISBN 0-8094-8925-2 (see also review in The Times[])
12. Gawron, W. Ochotnik do Oświęcimia [Volunteer for Auschwitz], Calvarianum, Auschwitz Museum, 1992
13. Patricelli, M. "Il volontario" [The Volunteer], Laterza 2010, ISBN 88-420-9188-X.
14. Wysocki, Wiesław Jan. Rotmistrz Pilecki, Pomost, 1994. ISBN 83-85209-42-5
15. Kon Piekarski "Escaping Hell: The Story of a Polish Underground Officer in Auschwitz and Buchenwald", Dundurn Press Ltd., 1989, ISBN 1-55002-071-4, ISBN 978-1-55002-071-7